# Kreuzberghütte
Die  Kreuzberghütte  ist eine Schutzhütte der Sektion Hohenstaufen Göppingen des Deutschen Alpenvereins (DAV). Sie liegt auf der Schwäbischen Alb in Deutschland. Es handelt sich um eine Selbstversorgerhütte, sie ist an den Wochenenden geöffnet.

## Geschichte
Die Sektion Hohenstaufen wurde am 16. Dezember 1901 in Göppingen als Sektion Hohenstaufen des Deutschen und Österreichischen Alpenvereins (DuOeAV) gegründet. Die Kreuzberghütte auf dem Galgenberg bei Nenningen wurde am 4. Juli 1926 eingeweiht. 1928 wurde das Gelände um die Hütte durch Zukauf eines großen Waldstücks beträchtlich erweitert. Die zuerst gepachtete Hütte wurde 1937 gekauft. Ein Umbau des Schlafhauses und die Renovierung des alten Hüttenteils erfolgten in den Jahren 1954 bis 1955. Ein weiterer Umbau der Hütte im sanitären Bereich der Küche und des Aufenthaltsraumes einschließlich neuen Kachelofen vollzog sich von 1970 bis 1971. 1972 und 1973 erfolgte ein Anbau einer Veranda und die Außenverkleidung wurde vervollständigt, nach all diesen Arbeiten wurde die neugestaltete Hütte ein zweites Mal eingeweiht. 1989 erhielt die Kreuzberghütte einen neuen Zufahrtsweg sowie eine Stromversorgung.

## Lage
Die Kreuzberghütte befindet sich auf dem Galgenberg bei Nenningen im Landkreis Göppingen.

## Zustieg
- Von Nenningen, 1 Std.
- Von Degenfeld, 1 Std.

## Hütten in der Nähe
- Schorndorfer Hütte, Selbstversorgerhütte (759 m ü. NHN)
- Karl-Vorbrugg-Hütte, bewirtschaftete Hütte (650 m ü. NHN)
- Forellenzucht Remsquelle, Jausenstation (535 m ü. NHN)[3]

## Tourenmöglichkeiten
- W:Alb. Franz-Keller-Haus, 13,7 km, 6,7 Std.
- Albsteig (HW1) Etappe 7 von Weißenstein nach Schlat, 26,1 km, 7,5 Std.
- Glaubensweg 13 Rund um Degenfeld. 14,8 km, 4,3 Std.
- Bernhardus und Kaltes Feld. 13,8 km, 3,5 Std.
- Ein goldener Herbsttag bei Degenfeld, 8,2 km, 3,2 Std.
- Rundwanderweg von Nenningen zum Franz-Keller-Haus und zurück, 7,4 km, 2,3 Std.
- Degenfeld-Glasklinge-Birkenbuckel, 13,3 km, 3,5 Std.
- Weissenstein – Heidhöfe – Falkenhöhle – Bernharduskapelle – Degenfeld – Weissenstein, 24 km, 5,5 Std.[4]

## Klettermöglichkeiten
- Klettern auf der Schwäbischen Alb[5]
- Lenninger Alb[6]

## Skitouren Langlauf
- Skiclub Nenningen[7]
- Wintersport in Lenningen[8]

## Karten
- Schwäbisch Gmünd und Umgebung: Wanderkarte mit Radwegen, Blatt 56-540, 1 : 25.000, Alfdorf, Böbingen a.d.R., Eislingen/Fils, Heubach, Mögglingen, ... (NaturNavi Wanderkarte mit Radwegen 1:25.000) Landkarte – Gefaltete Karte ISBN 978-3960990451
- Geislingen an der Steige: Wanderkarte mit Radwegen, Blatt 56-539, 1 : 25.000, Amstetten, Bad Ditzenbach, Bad Überkingen Donzdorf, Eislingen/Fils, ... (NaturNavi Wanderkarte mit Radwegen 1:25.000) Landkarte – Gefaltete Karte ISBN 978-3960990444